# Тонэри
Тонери (или сядзин) (яп. 舎人) — титул в Японии периодов Асука и Нара, которым владели слуги вельмож и знати. Они могли быть персональными охранниками, или выполнять различные мелкие поручения.

## Обзор
Этот титул уже существовал как одно из социальных состояний насиро (яп. 名代) в системе управления беминсей (яп. 部民制) периода Ямато. Слово имеет то же происхождение, что и «тонет» (яп. 刀禰、刀祢、利根、刀根、登根、戸根 и др.) В древности это слово указывало на профессию, которая была связана с речным транспортом, отсюда и использование его как части географических названий: рек, портов и др. Позже оно стало означать персонального слугу короля. К нему добавилось "ри" (яп. 人), что означает "лицо, человек". Титул тонери был в одном ряду с другими титулами лиц, приближенных к повелителю, такими как югей (яп. 靱負), унеме (яп. 采女) и касивадэ (яп. 膳夫). В этом смысле его можно увидеть лишь в исторической книге «Кодзики».